# Aline Leone dos Santos
Aline Leone dos Santos (Rio de Janeiro, 5 de maio de 1985) é uma velocista atleta olímpica brasileira. Ela compete na categoria 4x400m.

## Biografia
Antes de se tornar atleta profissional, Aline era auxiliar de escritório e assistiu da arquibancada os Jogos Pan-Americanos de 2007. Na época ela já treinava.
"será que eu vou estar em 2011?"
Aline integrou a delegação que disputou os Jogos Pan-Americanos de 2011, em Guadalajara, no México. Ela e Matheus Facho Inocêncio foram os dois únicos atletas da Associação São-Bernardense de Atletismo (ASA) a participarem da competição. A atleta competiu no revezamento 4x400m.
Ela já participou algumas vezes de Campeonatos de Atletismo. No GP de São Paulo, junto com a equipe A do Brasil composta por Aline, Jailma Sales de Lima, Joelma das Neves Souza e Sheila Juvelina Ferreira, ela conquistou a marca 3:30.59 que garantiu uma vaga nos Jogos Pan-Americanos de 2011. No mesmo ano, Aline também participou do Mundial de Daegu, na Coreia do Sul, junto com outros 30 atletas do Brasil.
Em 2012, ela foi convocada pela Confederação Brasileira de Atletismo (CBAt) para participar do Camping Nacional de Treinamento de Revezamento 4x400m.
Aline participou dos Jogos Olímpicos em Londres 2012, no revezamento 4x400m. A equipe que ela fez parte ficou em 15ª na competição. Durante a prova, Aline chegou a chocar-se com a competidora americana que corria na raia ao seu lado.
Nos Jogos Pan-Americanos de Toronto 2015, Aline foi convocada novamente, também para competir na categoria revezamento 4x400m., na equipe com Joelma das Neves, Jailma Lima, Liliane Fernandes e Geisa Coutinho.

### Ranking Brasileiro de 2004 - Sub-20 - Feminino
400 metros: 1ª colocação (56s21) - junto com Higlecia Clariane Silva de Oliveira e Vanda Ferreira Gomes.

### Ranking Brasileiro de 2011 - Adulto - Feminino
400 metros: 5ª colocação (52s70)

### Ranking de Todos os Tempos - Adulto - Feminino
400 metros: 25ª colocação (52s70)
Revezamento 4x400 metros: 10ª colocação (03:30.59)